# Липтак, Штефан
Ште́фан Ли́птак (словац. Štefan Lipták; 23 января 1937, Спишске-Подградье, Чехословакия — 13 сентября 2020, Братислава, Словакия) — словацкий лингвист, специалист по словакистике, доктор философии (1969), кандидат наук (1975), председатель учёного совета Славистического кабинета Словацкой академии наук (1995).
В сферу научной деятельности Ш. Липтака входит исследование словацкой диалектологии, прежде всего языковых особенностей говоров восточнословацкого диалекта, а также изучение западнославянско-восточнославянских языковых контактов.
Ш. Липтак — один из авторов первого тома Атласа словацкого языка и первого тома Словаря словацких диалектов.

## Биография
Ш. Липтак родился 23 января 1937 года в восточнословацком городе Спишске-Подградье. После окончания школы учился на философском факультете университета имени П. Й. Шафарика по специальности «словацкий язык» в Прешове с 1955 по 1959 годы. Некоторое время после окончания университета Ш. Липтак проработал редактором газет и радио. Затем вернулся в университет, где получил должность ассистента на Кафедре словацкого языка и литературы (1961—1962 годы). Под влиянием заведующего кафедрой Ш. Тобика Ш. Липтак заинтересовался диалектологией. С 1962 по 1996 годы местом работы Ш. Липтака стал Института языкознания имени Л. Штура Словацкой академии наук. В 1968 году Ш. Липтак стал доктором философии, в 1975 году получил степень кандидата наук, защитив диссертацию по описанию и анализу словарного состава земплинских и ужских говоров. Умер в 2020 году в Братиславе.

## Вклад в науку
Основным вкладом Ш. Липтака в науку стало исследование в области словацкой диалектологии в диахроническом и синхроническом аспектах. Прежде всего, это работы по изучению фонетики, лексикологии и ономастике земплинских, ужских и других говоров восточнословацкого диалекта. В своих исследованиях Ш. Липтак часто основывается на самостоятельно собранных материалах во время многочисленных диалектологических экспедициях. В области фонетики, в частности, отмечаются работы по анализу акцентных отношений в говорах на границе западнославянского и восточнославянского ареалов, по изучению долгих гласных в ужских и сотацких говорах. Среди работ по лексикологии и семантике выделяются статьи по народной ремесленной терминологии и стилистической окраске диалектных слов. В области ономастики — статьи по анализу местных названий, личных имён, наименований частей тела в словацкой топонимии и т. д.
Ряд работ Ш. Липтака посвящён межъязыковым контактам в Восточной Словакии (восточнословацких говоров с говорами польского, украинского (русинского) и венгерского языков). В числе этих работ «Отражение словацко-украинских языковых контактов в географических апеллятивах и местных названиях на окраине Восточной Словакии» (1976), «Лексика земплинских и ужских говоров в свете отношения к другим говорам и иностранным языкам» (1980), «К словацко-венгерским языковым отношениям» (1987), «Западнославянско-восточнославянское пограничье и П. Й. Шафарик» (1993). Помимо лингвистических аспектов в этих исследованиях Ш. Липтак рассматривает также исторические, миграционные и этнокультурные аспекты. В 1995 году Ш. Липтак возглавил научный проект «Словаки в Закарпатской области Украины и словацко-украинское пограничье».
Ш. Липтак принимал активное участие в сборе материала для составления Атласа словацкого языка — важнейшего труда словацкого языковедов. Кроме того, он является одним из авторов первого тома атласа, посвящённого фонетике (1968).
Помимо исследований в области лингвистической географии Ш. Липтак известен также своей работой в области диалектной лексикографии. Ш. Липтак —секретарь редакции пробного выпуска Словаря словацких диалектов, секретарь редакции и соавтор первого тома Словаря словацких диалектов.